# Vorfälle bei der Polizei in Dessau-Roßlau nach 1990
Bei den Vorfällen bei der Polizei in Dessau-Roßlau nach 1990 handelt es sich um Vorkommnisse im Polizeirevier Dessau-Roßlau und dessen jeweils in der gleichen Stadt befindlichen vorgesetzten Dienststelle, wobei es auch zu ungeklärten Todesfällen kam. 

## Beschreibung der Organisation vor Ort
Das Polizeirevier Dessau-Roßlau befindet sich in einem denkmalgeschützten Gebäude an der Wolfgangstraße 25 und ist eine der der an der Kühnauer Straße 161 befindlichen Polizeiinspektion Dessau-Roßlau seit 2020 unterstellten Dienststellen, die ihrerseits wiederum der Polizei Sachsen-Anhalt unterstellt ist. Zuvor unterstand das Polizeirevier ab 2007 der Polizeidirektion Sachsen-Anhalt Ost am gleichen Standort, die wiederum aus der seit 1995 bestehenden Polizeidirektion Dessau hervorging.

### Vorfälle bei der vorgesetzten Dienststelle
Im Mai 2007  forderte der stellvertretende Polizeipräsident von Dessau, Hans-Christoph Glombitza in der Polizeidirektion Beamte des „Polizeilichen Staatsschutzes“ auf, Erfassungen rechtsextremer Straftaten zu bremsen. Obwohl diese Aufforderung durch die Gedächtnisprotokolle dreier Beamter dokumentiert war, lehnte die Staatsanwaltschaft die Eröffnung eines Strafverfahrens zu dieser Dessauer Polizeiaffäre ab. Die drei Beamten wurden außerdem versetzt.
Im September 2017 tötete ein 17-jähriger den 30-jährigen Markus Hempel. Der Täter wurde wegen Körperverletzung mit Todesfolge zu zwei Jahren Jugendstrafe mit Bewährung und zivilrechtlich zur Zahlung von Hinterbliebenengeld und Anwaltskosten verurteilt. Im Dezember 2020 suchten Beamte der Polizeiinspektion Dessau-Roßlau den Vater des Opfers mit dem Zweck einer Gefährderansprache auf und gaben vor, von Racheplänen des Vaters gegen den Täter zu wissen. Diese Vorwürfe stellten sich als haltlos heraus, die Gefährderansprache war somit rechtswidrig.
Im September 2021 wurde bekannt, dass bei der Polizeiinspektion Dessau-Roßlau intern gegen eine junge Polizistin ermittelt wird, die in mehr als zehn Briefen unter falschem Namen „romantische Gefühle gegenüber dem Attentäter“ des Anschlages in Halle 2019 ausgedrückt haben soll. Außerdem soll sie eine „Neigung zu rechtsextremen Verschwörungstheorien offenbart“ und sich gegenüber Kollegen „positiv über den Attentäter“ geäußert haben. Sie wurde vom Dienst suspendiert.

### Vorfälle im Polizeirevier Dessau-Roßlau
Im Dezember 1997 wurde Hans-Jürgen Rose nach einer Alkoholfahrt von Polizisten aufgegriffen und um 3:35 Uhr aus dem Polizeirevier entlassen. 1½ Stunden später wurde der Mann um 5:06 Uhr einen Häuserblock entfernt mit schweren inneren Verletzungen aufgefunden. Er starb am nächsten Tag im Krankenhaus an den Folgen dieser Verletzungen.
Am 29. Oktober 2002 wurde der offenbar betrunkene Obdachlose Mario Bichtemann zur Ausnüchterung in Zelle 5 im Keller des Dienstgebäudes verbracht. Bei einer Kontrolle am nächsten Tag, lag er mit einem Schädelbasisbruch tot auf dem Boden.
Oury Jalloh starb am 7. Januar 2005 unter unklaren Umständen während eines Brandes ebenfalls in Zelle 5. Ein forensisches Gutachten zeigt auch bei ihm einen Schädelbruch sowie weitere Verletzungen, bei denen davon auszugehen ist, dass sie vor seinem Tod entstanden sind. Der zuständige Dienstgruppenleiter wurde im Dezember 2008 zunächst vom Landgericht Dessau-Roßlau freigesprochen, aber nach Aufhebung des Urteils durch den Bundesgerichtshof und Zurückverweisung an das Landgericht Magdeburg im Dezember 2012 wegen fahrlässiger Tötung zu einer Geldstrafe verurteilt. Dieses Urteil wurde 2014 letztinstanzlich bestätigt. Im November 2021 wurde ein Brandschutzgutachten eines britischen Experten vorgestellt, in dem nahelegt wird, dass Jalloh in seiner Zelle mit Benzin übergossen und angezündet wurde.
Im Mordfall Li Yangjie geriet der Revierleiter Jörg S. im Mai 2016 unter Verdacht, gemeinsam mit seiner Frau Ramona S., die ebenfalls Polizistin ist, die Ermittlungen gegen seinen Stiefsohn behindert zu haben. Die Staatsanwaltschaft sah aber keinen ausreichenden Verdacht für ein Strafverfahren. Nur einen Tag nach der Trauerfeier für die Ermordete nahm Jörg S. – der sich an diesem Tag wie seine Frau krankgemeldet hatte – an der feierlichen Eröffnung einer Gaststätte teil, die seine Frau als Nebentätigkeit betreibt. Er wurde deshalb vom Innenministerium an die Fachhochschule der Polizei in Aschersleben versetzt. Das Verwaltungsgericht Halle machte die Versetzung wieder rückgängig.